# Tahir Budagov
Tahir Yagub oglu Budagov (en azerí: Tahir Yaqub oğlu Budaqov; 1 de enero de 1965) es Presidente del Comité Estatal de Estadística de la República de Azerbaiyán.

## Biografía
Tahir Budagov nació el 1 de enero de 1965 en Najicheván. En 1981 se graduó de la escuela secundaria en Najicheván. En 1987 se graduó con honores de la Universidad de Medicina de Azerbaiyán.
Desde 1993 fue miembro del partido Nuevo Azerbaiyán. En 1999-2006 trabajó en el Ministerio de Trabajo y Protección Social de la Población de Azerbaiyán. En 2006-2009 fue jefe del departamento de la Administración Presidencial de Azerbaiyán. En 2009-2015 fue Alcalde del raión de Nizami de Bakú.
El 13 de agosto de 2015, por la orden de Ilham Aliyev, Tahir Budagov fue nombrado Presidente del Comité Estatal de Estadística de la República de Azerbaiyán. En 2017 fue galardonado con el título honorífico de "Funcionario de Honor".
El 31 de diciembre de 2024, por orden del presidente de la República de Azerbaiyán, Ilham Aliyev, recibió la Orden Shohrat por su eficaz actividad en la vida social y política de la República de Azerbaiyán.